# Tugan Sochijev
Tugan Tajmurazovič Sochijev, (rusky:Туган Таймуразович Сохиев, osetsky: Сохиты Таймуразы фырт Тугъан, * 21. října 1977, Ordžonikidze, Severoosetinská ASSR, Sovětský svaz) je osetský dirigent.

## Život
Narodil se 21. října 1977 v Ordžonikidze (dnes Vladikavkaz). V sedmi letech byl přijat do klavírní třídy hudební školy a ve věku sedmnácti let na dirigentské oddělení Vladikavkazského hudebního učiliště. Od roku 1997 studoval na fakultě dirigování Petrohradské státní konzervatoře Rimského-Korsakova ve třídě prof. Ilji Alexandroviče Musina, jehož byl jedním z posledních žáků. Jeho prvním vystoupením v roli operního dirigenta byla inscenace opery Bohéma Giacoma Pucciniho na Islandu.
V roce 2003 se stal hudebním ředitelem Velšské národní opery v Cardiffu. Zde uvedl na scénu nejen opery Don Giovanni, Sedlák kavalír či Komedianti, ale i Čajkovského Evžena Oněgina. Po neshodách s tamějšími hudebníky při přípravě inscenace Verdiho Traviaty Sochijev v srpnu 2004 na post hudebního ředitele rezignoval.
Od roku 2005 působil jako hlavní hostující dirigent Národního orchestru města Toulouse ve Francii a v roce 2008 se stal jeho šéfdirigentem. Roku 2012 začal působit také ve funkci hlavního dirigenta Německého symfonického orchestru v Berlíně.
20. ledna 2014 byl jmenován hlavním dirigentem a hudebním ředitelem Velkého divadla v Moskvě.
Dne 29. června 2019 dirigoval Sochijev každoroční letní koncert Berlínských filharmoniků před 20 000 diváky na Lesní scéně (Waldbühne) v Berlíně. Na programu byly mj. skladby Maurice Ravela, Sergeje Prokofjeva a Antonína Dvořáka. Sólistkou byla francouzská mezzosopranistka Marianne Crebassa.

## Ocenění
- Laureát III. mezinárodní dirigentské soutěže S. Prokofjeva v Petrohradě (1999)
- Národní umělec republiky Severní Osetie-Alanie
- Rytíř Řádu za zásluhy (Francie) (2013)